# Теренецька сільська рада
Теренецька сільська рада (Теринецька сільська рада) — колишня адміністративно-територіальна одиниця та орган місцевого самоврядування у Володарсько-Волинському (Кутузівському, Володарському) районі Коростенської і Волинської округ, Київської та Житомирської областей Української РСР з адміністративним центром у селі Теренці.

## Населені пункти
Сільській раді на час ліквідації були підпорядковані населені пункти:
- с. Теренці.

## Населення
Кількість населення ради, станом на 1923 рік, становила 1 136 осіб, кількість дворів — 174.
Кількість населення сільської ради, станом на 1924 рік, становила 1 181 особу.

## Історія та адміністративний устрій
Створена 1923 року в складі с. Теренці (Теринці) та колоній Вишняківка, Ліски та Олександрівка Кутузівської волості Житомирського повіту Волинської губернії. 7 березня 1923 року включена до складу новоствореного Кутузівського району Коростенської округи. 23 лютого 1924 року, відповідно до рішення Волинської ГАТК (протокол № 7/2 «Про зміни меж округів, районів та сільрад»), кол. Олександрівка підпорядковано Писарівській сільській раді, колонії Вишняківка та Ліски передані до складу новоутвореної Лісківської сільської ради Кутузівського (згодом — Володарський, Володарсько-Волинський) району.
Станом на 1 вересня 1946 року сільська рада входила до складу Володарсько-Волинського району Житомирської області, на обліку в раді перебувало с. Теренці.
Ліквідована 11 серпня 1954 року, відповідно до указу Президії Верховної ради Української РСР «Про укрупнення сільських рад по Житомирській області», територію ради та с. Теренці приєднано до складу Дашинської сільської ради Володарсько-Волинського району Житомирської області.